# Colpodium baltistanicum
Colpodium baltistanicum là một loài thực vật có hoa trong họ Hòa thảo. Loài này được Dickore mô tả khoa học đầu tiên năm 1995.